# O Rosal (ort)
O Rosal är en ort i Spanien.   Den ligger i provinsen Provincia de Pontevedra och regionen Galicien, i den nordvästra delen av landet, 500 km väster om huvudstaden Madrid. O Rosal ligger 25 meter över havet och antalet invånare är 6 029.
Terrängen runt O Rosal är lite kuperad. Havet är nära O Rosal västerut. Runt O Rosal är det mycket glesbefolkat, med 7 invånare per kvadratkilometer. Närmaste större samhälle är Tomiño, 8,9 km nordost om O Rosal. I omgivningarna runt O Rosal växer i huvudsak barrskog.